# کولسراتوپس
کولسراتوپس (نام علمی: Kulceratops) نام یک سرده از زیرراسته شاخ‌چهرگان است.